# لورنزو دآنا
لورنزو دآنا (انگلیسی: Lorenzo D'Anna؛ زادهٔ ۲۹ ژانویهٔ ۱۹۷۲) بازیکن فوتبال اهل ایتالیا است.
از باشگاه‌هایی که در آن بازی کرده‌است می‌توان به باشگاه فوتبال کیه‌وو ورونا، باشگاه فوتبال کومو، باشگاه فوتبال فیورنتینا، و باشگاه فوتبال پیاچنزا اشاره کرد.